# Lee Jae-yong

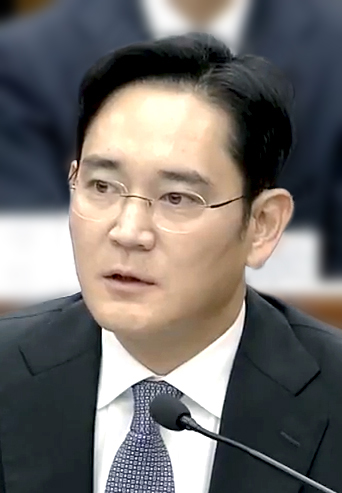
Lee Jae-Yong (2016)

Lee Jae-yong (kor. 이재용, * 23. Juni 1968 in Washington, D.C.), auch bekannt als Jay Y. Lee, ist ein südkoreanischer Unternehmer und stellvertretender Aufsichtsratsvorsitzender (Vice Chairman) von Samsung. Er ist der einzige Sohn von Lee Kun-hee, dem langjährigen CEO von Samsung und gilt als Chef des Konzerns. Lee besitzt ein geschätztes Vermögen von 6,8 Mrd. US-Dollar (Oktober 2022).

## Schule und Studium
Nach seiner Schulzeit in Seoul studierte Lee ostasiatische Geschichte an der Seoul National University und erlangte in Japan einen MBA-Abschluss an der Keiō-Universität. Darüber hinaus war er fünf Jahre an der Harvard Business School eingeschrieben, um dort zu promovieren, aber er verließ Harvard ohne abgeschlossene Promotion.

## Wirken bei Samsung
Er trat 1991 bei Samsung ein und durchlief eine Reihe verschiedener Stationen. Mit dem Ende der Dotcom-Blase scheiterte das von ihm verantwortete Internet-Handelsprojekt eSamsung. Er wirkte später bei Samsung Electronics, einer der wichtigsten Säulen des Konzerns, als Senior Vice President und Chief Customer Officer sowie als Verantwortlicher für Emerging Markets.
Als gegen seinen Vater 2008 wegen Steuervergehen ermittelt und dieser 2009 deshalb verurteilt wurde, gab es erstmals Gerüchte, dass Lee Jae-yong die Unternehmensleitung in Zukunft ausüben könnte, aber Choi Gee-sung übernahm schließlich den Posten des Vorstandsvorsitzenden, Lee wurde Ende 2009 als Chief Operating Officer Vorstandsmitglied bei Samsung Electronics. Er wurde 2012 zum stellvertretenden Vorsitzenden und leitet Samsung praktisch seit 2014, seit sein Vater, bedingt durch einen Herzinfarkt mit nachfolgendem Koma, als Unternehmensleiter ausschied.

## Gerichtsverfahren und -urteile
Am 16. Januar 2017 wurde gegen Lee im Rahmen der Korruptionsaffäre um Präsidentin Park Geun-hye ein Haftbefehl wegen Bestechungsverdacht beantragt. Diesem wurde vom Gericht nicht entsprochen, ein erneuter Haftantrag im Februar wurde jedoch gebilligt und vollstreckt. Gegen Lee und vier weitere Spitzenmanager des Konzerns, darunter Strategiechef Choi Gee-sung, lautete die Anklage auf Bestechung und Veruntreuung. Am 25. August 2017 wurde er zu einer fünfjährigen Freiheitsstrafe verurteilt. Im Februar 2018 reduzierte ein Berufungsgericht die Haftstrafe auf zweieinhalb Jahre, ausgesetzt zur Bewährung. Im Januar 2021 wurde im Zuge eines erneuten Verfahrens in dieser Sache allerdings zu zweieinhalb Jahren Gefängnis verurteilt und sofort in Haft genommen. Im August 2021 wurde er im Rahmen einer allgemeinen Amnestie auf Bewährung entlassen. Arbeiten bei Samsung, die mit seinen Straftaten in direkter Verbindung stehen, darf er jedoch vorerst nicht übernehmen.
Anfang September 2020 wurde Lee in einer anderen Angelegenheit angeklagt. Die Vorwürfe lauteten Marktmanipulation, Veruntreuung und Bilanzbetrug. Hintergrund war dabei eine umstrittene Fusion von zwei Unternehmen der Samsung-Gruppe im Jahr 2015. Sie sollte Lees Einfluss im Samsung-Konzern stärken und seinem Weg an die Unternehmensspitze dienen. Im Februar 2024 wurde er erstinstanzlich freigesprochen.
Im Oktober 2021 wurde er wegen illegalen Drogenkonsums (Propofol) zu einer Geldstrafe von umgerechnet etwa 51.700 Euro verurteilt.

## Familie und Persönliches
Lee hat mit Lee Boo-jin, Lee Seo-hyun und Lee Yoon-hyung (verstorben 2005) drei  Schwestern. Er hat mit seiner Exfrau Lim Se-ryong, von der er sich 2009 scheiden ließ, zwei Kinder. Zu seinen Hobbys zählen Golf und Reiten. Lee spricht neben seiner Muttersprache Englisch und Japanisch.